# Sociedade Desportiva Paraense
A Sociedade Desportiva Paraense é um clube brasileiro de futebol, da cidade de Marituba, no estado do Pará. Suas cores são azul, vermelho e branco, e atualmente disputa a Segunda Divisão do Campeonato Paraense. Não possui estádio próprio, tendo que mandar seus jogos em 2 estádios, o Francisco Vasques e a Curuzu, localizados em Belém.
Primeiro clube-empresa do futebol paraense, a Desportiva possui uma das categorias de base mais renomadas da região Norte, conquistando o Campeonato Paraense Sub-20 em 2013, ao superar o Remo.
Ainda em 2013, chegou a se inscrever para a Segunda Divisão estadual, porém optou em abrir mão de participar. A estreia como equipe profissional foi na edição de 2015, onde realizou uma campanha surpreendente: no Grupo B, juntamente com Bragantino, Castanhal, Tuna Luso, Vênus e Vila Rica, a Desportiva, sob o comando de  encerrou a fase de grupos em segundo lugar, atrás do Castanhal. Nas semifinais, o Águia de Marabá desbancou a SDP por 2 a 1 (gols de Charles e Chaveirinho para o "Azulão", e de Marquinhos para a Desportiva).

## Participações

### Campanhas de Destaque
|  | Participações em 2018 |

| Competição | Competição | Temporadas | Melhor campanha    | Estreia | Última | P | R |
| Pará       | Série B    | 4          | 4º Colocado (2015) | 2015    | 2018   |   | – |

#### Categorias de Base
|  | Participações em 2021 |

| Competição | Competição                       | Temporadas | Melhor campanha       | Estreia | Última |
| Brasil     | Copa São Paulo de Futebol Júnior | 4          | 15º Colocado (2018)   | 2016    | 2020   |
| Brasil     | Copa do Brasil Sub-17            | 2          | 1ª Fase (2020 e 2021) | 2020    | 2021   |

### Campeonato Paraense - Série B
| 2015 | 4º             |
| 2016 | 9º             |
| 2017 | 12º            |
| 2018 | 6º             |
| 2019 | Não Participou |
| 2020 | Não Participou |
| 2021 | Não Participou |
| 2022 | Não Participou |

## Títulos

### Categorias de Base
- Campeonato Paraense Sub-20: 1 (2013)
- Campeonato Paraense Sub-17: 2 (2016 e 2019)

## Rivalidade

### Desportiva versus Paraense
Ultima Atualização: Desportiva 0x6 Paraense em 2018 pela Segunda Divisão do Campeonato Paraense
- Jogos: 2
- Vitórias da Desportiva: 1
- Vitórias do Paraense: 1
- Empates: 0
- Gols da Desportiva: 1
- Gols do Paraense: 6

## Links
- Site oficial da Desportiva (em português)